# Feres (fill de Jàson)
Segons la mitologia grega, Feres (en grec antic Φέρης) va ser un fill de Jàson i de Medea.
La seva mare el va matar, al mateix temps que al seu germà Mèrmer. A la ciutat de Corint hi havia un culte als "fills de Medea" i s'explicava aquesta història: Jàson i Medea van viure un temps a Corint acollits pel rei Creont, fins al dia en què Creont va voler casar la seva filla Creüsa amb Jàson, i va decretar que Medea fos desterrada. Ella va aconseguir endarrerir un dia la seva marxa i va aprofitar-lo per a venjar-se. Va impregnar amb verí un vestit i l'envià a Creüsa per mitjà dels seus fills, dient que no li guardava rancor. Quan la princesa es va posar el vestit, la roba es va incendiar i Creüsa es va cremar, igual que el seu pare que va anar a socórrer-la. El palau també va acabar consumit per les flames. Unes versions diuen que els dos fills de Medea també van cremar o bé, i aquesta és la versió més estesa, que Medea matà Feres i Mèrmer quan va marxar de Corint, ja que eren fills de Jàson, l'infidel.